# ケプラー8
ケプラー8 (英: Kepler-8) は、こと座の方角で、NASAの太陽系外惑星捜索用宇宙望遠鏡ケプラーの観測領域内に位置する恒星である。ケプラー8は太陽よりもやや高温で、半径、質量ともに太陽より大きく、1つの木星型惑星が周囲を公転している。ケプラー8の周囲を公転する惑星の発見は、2010年1月4日に他4つの惑星と一緒に公表された。ケプラー8は、ケプラー計画によって惑星系の存在が確定された5番目の天体である。

## 命名と経緯
ケプラー8はの名称は、NASAが主導し、トランジット法によって地球型惑星を探すケプラー計画によって確認された、8番目の惑星系の母星であることに由来する。ケプラー8の周りを公転する惑星はケプラー8bという名称が与えられ、ケプラーが発見し、最初の成果として公表された5つの惑星のうちの5番目である。ケプラーが確認した最初の3つの惑星（TrES-2・HAT-P-7b・HAT-P-11b）は、ケプラー以前に既に発見されていたものであり、ケプラーの観測精度を確認するために観測されたものである。ケプラー8bの発見は、2010年1月4日にアメリカ天文学会 第215回会合で、ケプラー4、ケプラー5、ケプラー6、ケプラー7の惑星と一緒に公表された。
ケプラー8bの発見は、アメリカはハワイ州のケック第1望遠鏡、テキサス州のホビー・エバリー望遠鏡、ハーラン・J・スミス望遠鏡、カリフォルニア州のヘール望遠鏡、C・ドナルド・シェーン望遠鏡、アリゾナ州のフレッド・ローレンス・ウィップル天文台、WIYN望遠鏡、MMT・ティリングハスト望遠鏡、そしてカナリア諸島の北欧光学望遠鏡の追観測によって確定した。

## 特徴
| 太陽 | ケプラー8 |
| ---- | --------- |
| 太陽 | Exoplanet |

ケプラー8は、地球から見た視等級が13.9と暗いため、肉眼では見えない。
ケプラー8は、地球からおよそ4,340光年離れた場所に位置する。質量は太陽の1.213倍で、太陽より2割程重く、半径は太陽の1.486倍で、太陽より5割程大きい。年齢は38億年と予想され、46億年の太陽より若い。ケプラー8の金属量は、基準となる鉄と水素の存在比で-0.055と太陽より1割程少なく、金属量が多い恒星の方が惑星を持ちやすいという傾向からはずれている。表面温度は 6,213 K で、太陽の 5,777 K より高温である。

## 惑星系

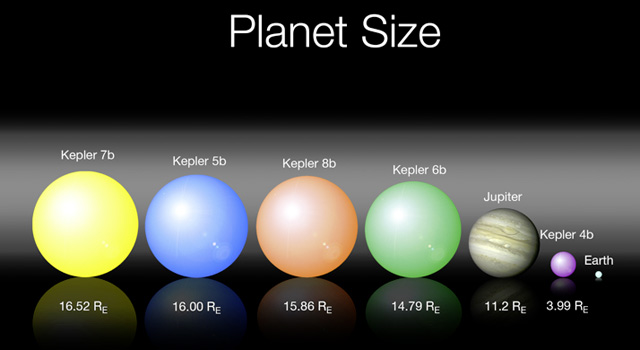
ケプラーが最初に発見した5つの太陽系外惑星の大きさ比較。ケプラー8b（橙色）は3番目の大きさ。

ケプラー8bは、ケプラー8系で発見されている唯一の惑星である。質量は木星の6割程度だが、半径は木星の1.4倍あり、密度がとても低く、0.27 g/cm3（木星は5.5 g/cm3）しかない。ケプラー8からの距離は0.0474 au で、公転周期は3.5日である。例えば水星は、太陽からの距離が0.3871 au、公転周期が87.97日であり、それよりもずっと母星に近い。軌道の解析の際は離心率は0、つまり円軌道であることを仮定している。
| 名称 （恒星に近い順） | 質量    | 軌道長半径 （天文単位） | 公転周期 (日) | 軌道離心率 | 軌道傾斜角 | 半径     |
| --------------------- | ------- | ----------------------- | ------------- | ---------- | ---------- | -------- |
| b                     | 0.59 MJ | 0.0474                  | 3.5224991     | 0          | 83.978°    | 1.416 RJ |